# Yavi (Jujuy)

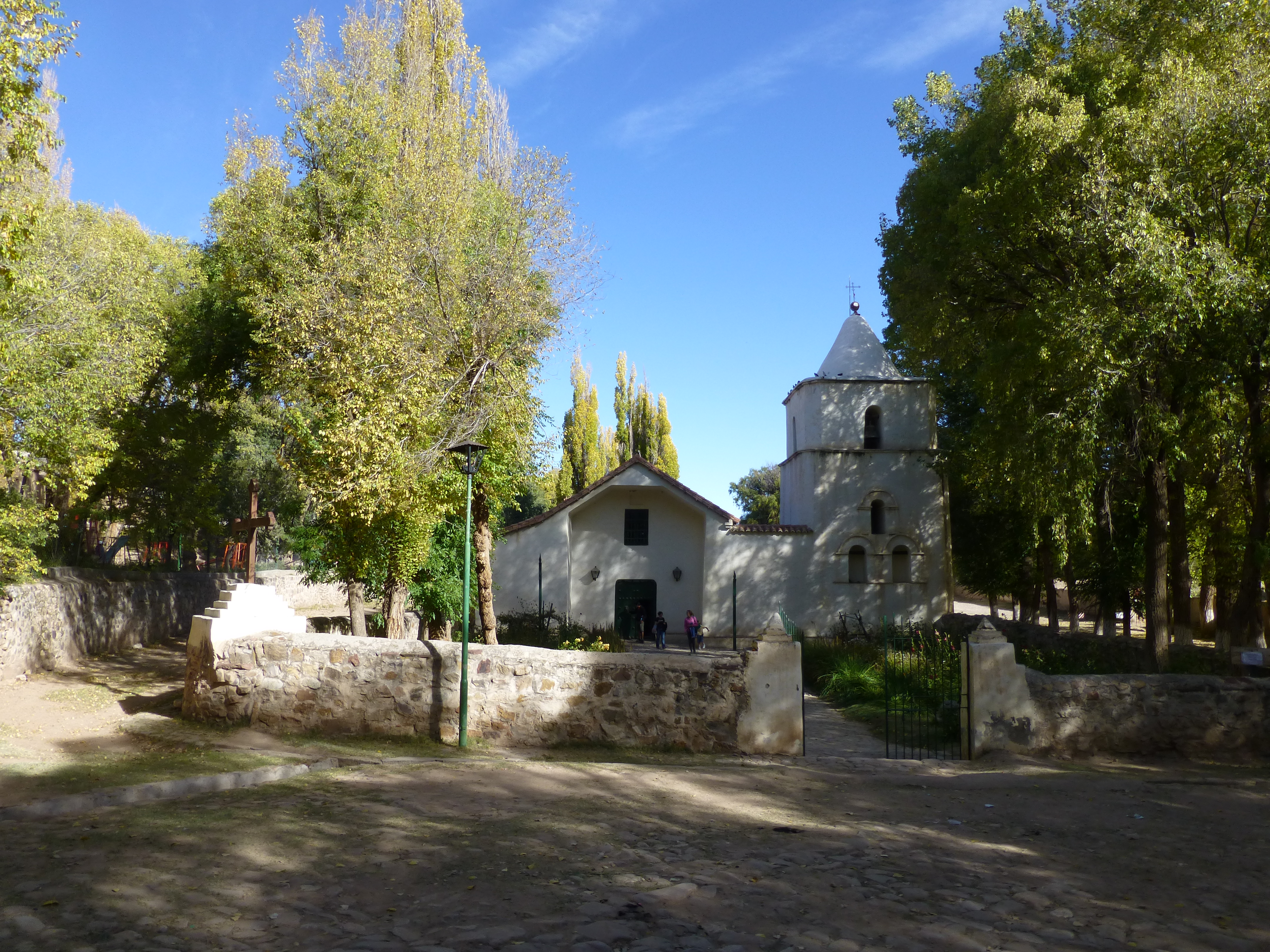
Yavi

Yavi is een plaats in het Argentijnse bestuurlijke gebied Yavi in de provincie Jujuy. De plaats telt 1.310 inwoners.